# مجموعة بازان

مجموعة بازان, (ORL or BAZAN ) , (بالعبرية: בז"ן – בתי זיקוק לנפט בע"מ‏)، شركة مصافي النفط المحدودة سابقًا، هي شركة لتكرير النفط والبتروكيماويات تقع في خليج حيفا، إسرائيل. وتدير أكبر مصفاة للنفط في البلاد. تمتلك الشركة قدرة تكرير نفط إجمالية تبلغ حوالي 9.8 مليون طن من النفط الخام سنوياً بمؤشر تعقيد نيلسون 9.  توفر الشركة مجموعة متنوعة من المنتجات المستخدمة في العمليات الصناعية والزراعة والنقل.  وتعبر هي أكبر منشأة متكاملة للتكرير والبتروكيماويات في إسرائيل.  كما توفر الشركة خدمات التخزين والنقل لمنتجات الوقود النفطي، وكذلك الكهرباء والبخار للعملاء الصناعيين في المنطقة. 

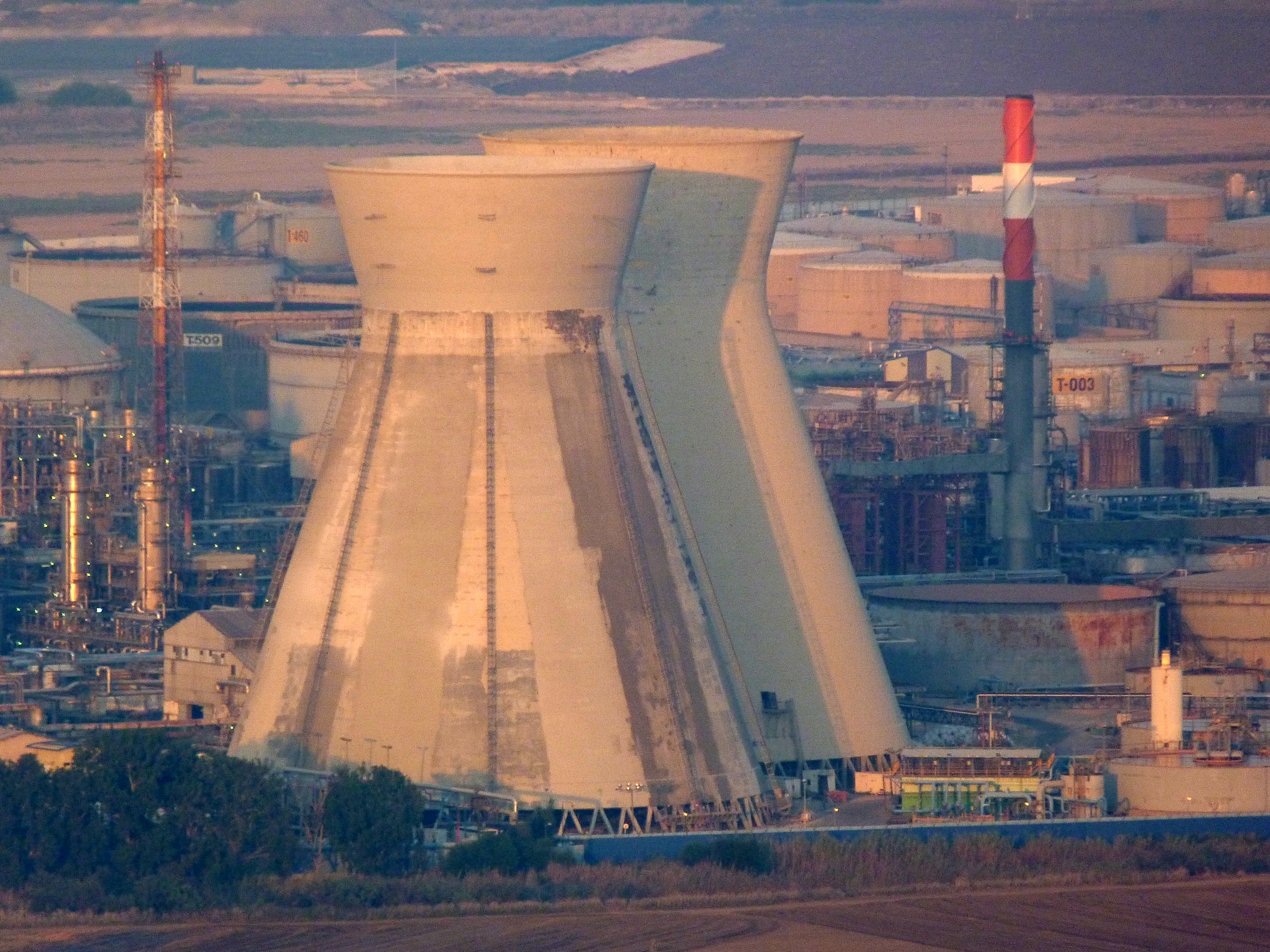
أبراج التبريد الشهيرة في مصفاة نفط حيفا (قبل انهيار أحدها)

يتم تداول الشركة في بورصة تل أبيب تحت الرمز (ORL)، وهي جزء من مؤشر تل أبيب 35 . 

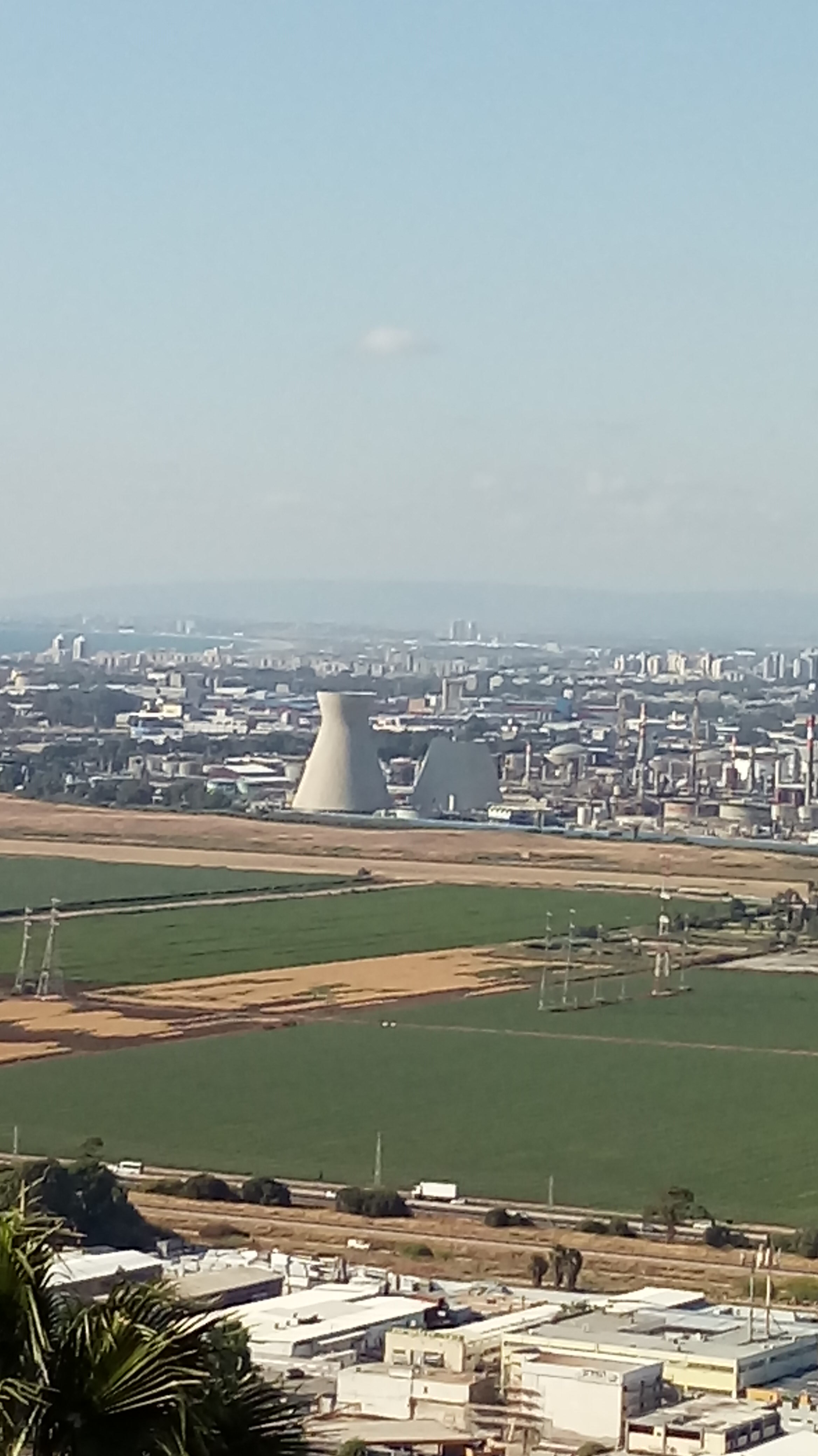
مصفاة نفط حيفا بعد انهيار برج التبريد الشرقي

## أنظر أيضاً
- شركة إسرائيل
- غديف للصناعات البتروكيماوية

## روابط خارجية
- موقع رسمي نسخة محفوظة 23 يناير 2022 على موقع واي باك مشين.